# Johannes de Doperkerk (Blerick)
De Johannes de Doperkerk is een rooms-katholiek kerkgebouw aan het Sint-Jansplein te Blerick.
De Johannes de Doperparochie splitste zich in 1963 af van de Sint-Lambertusparochie. In 1964 werd een noodkerk in gebruik genomen. De plannen voor een definitieve kerk lieten op zich wachten, zowel door het overlijden van de oorspronkelijke architect P. Weegels, als door de zich inzettende ontkerkelijking, waardoor de behoefte aan nieuwe grote kerken verminderde. Uiteindelijk zou een kleinere kerk dan oorspronkelijk bedoeld worden gerealiseerd. Architect was J. Buschman. In 1973 werd deze kerk ingewijd.
Het betreft een modernistische zaalkerk onder een hoog en overstekend zadeldak. De kerk heeft stalen dakspanten die tot de grond toe doorlopen. De voorgevel bestaat uit glasruitjes welke licht brengen in de, verder bijna raamloze, kerk. Het ingangsportaal is een korte betonnen gang. De kerk, met bijgebouw, oogt als een landelijk gebouw.